# Johannes Schiess (Unternehmer)
Johannes Schiess (* 6. September 1780 in Hundwil; † 20. November 1859 in Herisau; heimatberechtigt in Herisau) war ein Schweizer Textilunternehmer und Mitglied des Kleinen Rats aus dem Kanton Appenzell Ausserrhoden.

## Leben
Johannes Schiess war ein Sohn von Sebastian Schiess, Pfarrer und Dekan, und Elisabeth Enz. Im Jahr 1799 heiratete er Anna Elisabeth Mettler, Tochter von Valentin Mettler, Musselinfabrikant.
Er absolvierte eine kaufmännische Lehre in Herisau. 1797 gründete Schiess mit seinem Bruder Johann Ulrich Schiess ein Garn- und Weisswarengeschäft. In dieses trat 1802 auch ihr Bruder Johann Jakob Schiess ein. Trotz der Kontinentalsperre von 1806 bis 1813 führten sie das Geschäft zu höchster Blüte. Seine Brüder zogen sich 1834 zurück, und Schiess führte das Geschäft mit seinem Sohn Johann Ulrich Schiess als J. Schiess & Compagnie weiter.
Von 1835 bis 1849 präsidierte er den Ausserrhoder Kleinen Rat und war von 1836 bis 1841 Revisionsrat.
Schiess galt als reichster Bürger des Kantons. Er testierte grosse Summen für gemeinnützige Zwecke. Er finanzierte in den Jahren 1835 und 1836 den Bau der Strasse Herisau–Schönengrund. 1824 war er Mitgründer der Ersparniskasse Herisau und 1837 Gründungsaktionär der Bank in St. Gallen.